# Biermannia quinquecallosa
Biermannia quinquecallosa är en orkidéart som beskrevs av George King och Robert Pantling. Biermannia quinquecallosa ingår i släktet Biermannia och familjen orkidéer. Inga underarter finns listade i Catalogue of Life.